# 遠藤麻未
遠藤 麻未（えんどう あさみ）は、日本の女性アニメーター。愛知県名古屋市出身。

## 来歴・人物
1979年にアニメ監督の長浜忠夫に紹介された高橋資祐と2人で作画スタジオ「スタジオドオタク」を結成。1980年代のスタジオぴえろ作品で幅広く作画監督を務めた。中でもテレビアニメ『うる星やつら』では第1話より作画監督として参加し、その作画の良さで一世を風靡。1990年代以降は「えんどう麻未」、「えんどう麻美」、本名名義で主に原画の仕事が多い。

## 参加作品

### テレビアニメ
- ニルスの不思議な旅（1980年　第二原画）
- まいっちんぐマチコ先生（1981年 - 1983年、原画）
- うる星やつら（1981年 - 1986年、作画監督・原画）
- 名犬ジョリィ（1981年 - 1982年、原画）
- 魔法の天使クリィミーマミ（1983年 - 1984年、作画監督・原画）
- 魔法の妖精ペルシャ（1984年 - 1985年、作画監督・原画）
- ダーティペア（1985年、原画）
- 光の伝説（1986年、作画監督・原画）
- めぞん一刻（1986年 - 1988年、原画）
- F-エフ（1988年 - 1989年、原画）
- おそ松くん（1989年、原画）
- ビリ犬（1989年、#8原画）
- らんま1/2シリーズ
  - らんま1/2（第1期 : 1989年、原画、作画監督）
  - らんま1/2 熱闘編（第2期 : 1989年 - 1992年、作画監督・原画）
- 平成天才バカボン（1990年、原画）
- 幽☆遊☆白書（1992年 - 1995年、原画）
- 伝説の勇者ダ・ガーン（1992年、#36原画）
- 勇者特急マイトガイン（1993年、原画）
- NINKU -忍空-（1995年 - 1996年、原画）
- みどりのマキバオー（1996年 - 1997年、原画）
- 名探偵コナン（1996年 - 、原画）[注 1]
- こちら葛飾区亀有公園前派出所（1996年 - 2004年、原画）
- ハーメルンのバイオリン弾き（1996年-1997年、原画）[注 1]
- ポケットモンスターシリーズ
  - ポケットモンスター（1997年 - 2002年、原画）[注 1]
- 少女革命ウテナ（1997年、原画）[注 1]
- HAUNTEDじゃんくしょん（1997年、原画）[注 1]
- サイレントメビウス（1998年、原画）[注 1]
- serial experiments lain（1998年、原画）[注 1]
- TRIGUN（1998年、原画）[注 2]
- MASTERキートン（1998年、原画）
- ポポロクロイス物語（1998年 - 1999年、OP原画・原画）
- 宇宙海賊ミトの大冒険（1999年、原画）[注 1]
- 十兵衛ちゃん-ラブリー眼帯の秘密-（1999年、原画）
- 魔法使いTai!（1999年、原画）
- NieA_7（2000年、原画）[注 1]
- 風まかせ月影蘭（2000年、原画）
- 犬夜叉（2000年 - 2004年、原画）
- 遊☆戯☆王デュエルモンスターズ（2000年 - 2004年、原画）[注 1]
- スターオーシャンEX（2001年、原画）
- 機動天使エンジェリックレイヤー（2001年、原画）[注 1]
- サイボーグ009 THE CYBORG SOLDIER（2001年 - 2002年、原画）
- ちっちゃな雪使いシュガー（2001年 - 2002年、原画）[注 1]
- あずまんが大王 THE ANIMATION（2002年、原画）[注 1]
- 真・女神転生Dチルドレン ライト&ダーク（2002年 - 2003年、原画）
- ポポロクロイス物語（2003年 - 2004年、原画・OP原画）[注 1]
- マーメイドメロディー ぴちぴちピッチ（2003年 - 2004年、原画）[注 1]
- 機動新撰組 萌えよ剣 TV（2005年、原画）
- 極上生徒会（2005年、原画）
- 甲虫王者ムシキング 森の民の伝説（2005年 - 2006年、原画）
- くじびき♥アンバランス（2006年、原画）
- モノクローム・ファクター（2008年、#5・13・16・19・21原画）
- 秘密 〜The Revelation〜（2008年、原画）
- ef - a tale of melodies.（2008年、#4・8原画）
- あかね色に染まる坂（2008年、#9原画）
- スレイヤーズEVOLUTION-R（2009年、#5・11原画）
- 蒼天航路（2009年、#4・8・12原画）
- 真マジンガー 衝撃! Z編（2009年、#13・17第二原画）
- 大正野球娘。（2009年、#4原画）
- ダンス　イン　ザ　ヴァンパイアバンド（2010年、原画）
- のだめカンタービレ フィナーレ（2010年、動画）[注 3]
- 夏目友人帳 肆（2012年、原画）
- ハピネスチャージプリキュア!（2014年、原画）
- 俺物語!!（2015年、原画）
- ももくり（2016年、原画）
- モンスターハンター ストーリーズ（2017年、原画）
- ドライブヘッド（2017年、原画）
- 正解するカド（2017年、＃6・11・12 原画）
- Dies irae（2017年、原画）
- 通常攻撃が全体攻撃で二回攻撃のお母さんは好きですか?（2019年、#3・4 原画、#4 第二原画）
- オリエント（2022年、#3・4・8・12・13・14・17・18・19・20・22・23・24 原画）
- うる星やつら（2022年、#1 原画）
- 異世界のんびり農家（2023年、#1 原画）

### OVA
- ザ・超女（1986年、原画）
- 笑う標的（1987年、原画）
- シャーマニックプリンセス（1996年 - 1998年、原画）
- ヴァンパイア （1997年 - 1998年、原画）[注 1]
- テニスの王子様OVA 全国大会篇（2006年、原画）